# Villanueva del Huerva
Villanueva del Huerva är en ort i Spanien.   Den ligger i provinsen Provincia de Zaragoza och regionen Aragonien, i den nordöstra delen av landet, 250 km öster om huvudstaden Madrid. Villanueva del Huerva ligger 543 meter över havet och antalet invånare är 564.
Terrängen runt Villanueva del Huerva är varierad. Villanueva del Huerva ligger nere i en dal. Runt Villanueva del Huerva är det mycket glesbefolkat, med 2 invånare per kvadratkilometer. Närmaste större samhälle är Cariñena, 15,8 km väster om Villanueva del Huerva. Omgivningarna runt Villanueva del Huerva är i huvudsak ett öppet busklandskap.